# يرد كوخردي
 یُرد کُوخِردی  بالفارسية (روستاى یُرد کُوخِردی) قرية صغيرة، تـتبع البلدة المركزية (القابندية) (بالفارسية: بخش مرکزی شهرستان گاوبندی)، في محافظة هرمزگان. تقع القرية على بعد 4 كيلومترات من قرية یرد خردو.

## السكان
يبلغ عدد سكان هذه القرية حسب تعداد السكان لعام 2006 للميلاد، (259) نسمه تشكل (27عائلة) من أهل السنة والجماعة، وعلى المذهب الشافعي .
لهم عدة مساجد، ومدرسة، وعيادة صحية صغيرة، وبركتان لحفظ مياه الأمطار، يقوم السكان باالزراعة ولديهم حوالي 150 نخلة مثمرة وأراضي زراعية خصبة.

## الكوخرديين بنوا هذه القرية
يقال: أن سكان القرية القدماء نزحوا من ناحية كوخرد إلى هذه المنطقة بعد النكبة التي أحدثها صادق خان واستوطنوا في سهل (القابندية)، حيث كان معظم الكوخرديين يمتهنون بمهنة الزراعة، وكانت أراضيهم خصبة، وكانوا يزرعون مناطق شاسعة ابتداء من دشت پاراو (سيح شلجير) حـتـى صحراء خلوص، وصولاً الـى حدود جناح في منطقة تسمى صحراء ميرسان حتى حدود بهادنان، ولكن مع مرور الزمان ظهرت أسباب عديدة أدت إلى زوال هذه النعمة، وتفرقوا في شتى بقاع الأرض، بعد تدمير مدينة سيبه (كوخرد) من قبل صادق خان، بعض منهم وصلوا إلى حدود فرامرزان وسكنوا في شمال منطقة فرامرزان، في البرية كانت بها غابة كثيفة من أشجار السدر (1)، والسمر(2) والغاف(3)، وكانت تسمى هذه المنطقة « كنار سياه»
أي (السِدرَة السوداء)، وبنوا بيوتهم على تلة مشرفة على غابة السدر، كذلك بعض الأخر عبر البحر حتى وصلوا إلى الهند وزنجبار وعمان واشتغلوا بالفلاحة، وبعضهم اشتغلوا في الحراسة في قلعة الجلالي (برج جلالي) في مسقط.و مجموعة أخرى وصلت إلى منطقة القابندية على الساحل، وهناك محلة باسمهم يسمى (محلة كوخردية).